# Pachomius peckhamorum
Pachomius peckhamorum is een spinnensoort in de taxonomische indeling van de springspinnen (Salticidae).
Het dier behoort tot het geslacht Pachomius. De wetenschappelijke naam van de soort werd voor het eerst geldig gepubliceerd in 1994 door María Elena Galiano.